# Liste der Biografien/Bw
Liste der Biografien |
Portal Biografien |
Personensuche
# |
A |
B |
C |
D |
E |
F |
G |
H |
I |
J |
K |
L |
M |
N |
O |
P |
Q |
R |
S |
T |
U |
V |
W |
X |
Y |
Z |
?
 
Ba |
Be |
Bd |
Bg |
Bh |
Bi |
Bj |
Bl |
Bm |
Bn |
Bo |
Br |
Bs |
Bu |
Bw |
By |
Bz
Die Liste der Biografien führt alle Personen auf, die in der deutschsprachigen Wikipedia einen Artikel haben. Dieses ist eine Teilliste mit 9 Einträgen von Personen, deren Namen mit den Buchstaben „Bw“ beginnt.

## Bw

### Bwa
- Bwalya, Hastings (* 1985), sambischer Boxer
- Bwalya, Johnson (* 1967), sambischer Fußballspieler
- Bwalya, Kalusha (* 1963), sambischer Fußballspieler, -trainer und -funktionär
- Bwanali, Edward (1946–1998), malawischer Politiker
- Bwanga, Tshimimu (* 1949), kongolesischer Fußballspieler
- Bwanika, Abed (* 1967), ugandischer Politiker
- Bwatshia Ntumba, Nicole, Politikerin in der Demokratischen Republik Kongo
- Bwayo, Moses, ugandischer Filmregisseur

### Bwo
- Bwomono, Elvis (* 1998), ugandischer Fußballspieler